# Вторая лига Латвии по футболу 1993
Чемпиона́т Второ́й ли́ги Ла́твии по футбо́лу 1993 го́да (латыш. 1993. gada Latvijas Otrās līgas čempionāts futbolā) — был 2-м сезоном чемпионата Второй лиги Латвии по футболу.

## Региональные турниры

### Зона A
Турнирная таблица[уточнить]
| М | Команда           | И | В | Н | П | Мячи  | ± | О |
| - | ----------------- | - | - | - | - | ----- | - | - |
| 1 | Вента (Вентспилс) | 0 | 0 | 0 | 0 | 0 − 0 | 0 | 0 |
| 2 | Тукумс            | 0 | 0 | 0 | 0 | 0 − 0 | 0 | 0 |
| 3 | Старт-2 (Броцены) | 0 | 0 | 0 | 0 | 0 − 0 | 0 | 0 |

И — игры, В — выигрыши, Н — ничьи, П — проигрыши, Мячи — забитые и пропущенные голы, ± — разница голов, О — очки

### Зона B
Турнирная таблица[уточнить]
| М | Команда            | И | В | Н | П | Мячи  | ± | О |
| - | ------------------ | - | - | - | - | ----- | - | - |
| 1 | Смилтене           | 0 | 0 | 0 | 0 | 0 − 0 | 0 | 0 |
| 2 | Цесис              | 0 | 0 | 0 | 0 | 0 − 0 | 0 | 0 |
| 3 | Алуксне            | 0 | 0 | 0 | 0 | 0 − 0 | 0 | 0 |
| 4 | Праулиена (Мадона) | 0 | 0 | 0 | 0 | 0 − 0 | 0 | 0 |

И — игры, В — выигрыши, Н — ничьи, П — проигрыши, Мячи — забитые и пропущенные голы, ± — разница голов, О — очки

### Зона C
Турнирная таблица[уточнить]
| М | Команда                | И  | В  | Н | П  | Мячи    | ±   | О  |
| - | ---------------------- | -- | -- | - | -- | ------- | --- | -- |
| 1 | Цериба (Прейли)        | 16 | 12 | 2 | 2  | 55 − 16 | +39 | 26 |
| 2 | Локомотив (Даугавпилс) | 16 | 10 | 3 | 3  | 54 − 21 | +33 | 23 |
| 3 | Дардедзе (Айзкраукле)  | 16 | 7  | 2 | 7  | 42 − 47 | −5  | 16 |
| 4 | Линга (Ливаны)         | 16 | 4  | 5 | 7  | 29 − 46 | −17 | 13 |
| 5 | Варпа (Краслава)       | 16 | 0  | 2 | 14 | 16 − 68 | −52 | 2  |

И — игры, В — выигрыши, Н — ничьи, П — проигрыши, Мячи — забитые и пропущенные голы, ± — разница голов, О — очки

## Финальный турнир
Финальный турнир прошёл в Вентспилсе.

### Полуфиналы
| Команда 1              | Счёт         | Команда 2       |
| ---------------------- | ------------ | --------------- |
| Локомотив (Даугавпилс) | 1:1 (п. 6:5) | Смилтене        |
| Вента (Вентспилс)      | 1:2          | Цериба (Прейли) |

### Матч за 3-е место
| Команда 1 | Счёт | Команда 2         |
| --------- | ---- | ----------------- |
| Смилтене  | 4:3  | Вента (Вентспилс) |

### Финал
| Команда 1              | Счёт | Команда 2       |
| ---------------------- | ---- | --------------- |
| Локомотив (Даугавпилс) | 0:1  | Цериба (Прейли) |

## Чемпионат Риги
В чемпионате Риги участвовало 12 команд, победила «Lido Pirmaden».